# Bez miłości ani słowa
Bez miłości ani słowa (ang. Stuck in love) – amerykański dramat obyczajowy z 2012 roku w reżyserii Josha Bonne'a.

## Obsada[2]
- Greg Kinnear jako Bill Borgens
- Jennifer Connelly jako Erica
- Lily Collins jako Samantha Borgens
- Logan Lerman jako Lou
- Nat Wolff jako Rusty Borgens
- Liana Liberato jako Kate
- Kristen Bell jako Tricia
- Alex ter Avest  jako Becky
- Steven King jako on sam
- Patrick Schwarzenegger jako Glen